# Jeroen Dubbeldam
Jeroen Dubbeldam (n. 15 aprilie 1973, Zwolle, Țările de Jos) este un sportiv ce a reprezentat Țările de Jos, medaliat olimpic. A participat la 2 ediții ale Jocurilor Olimpice (2000, 2016) în care a câștigat o medalie de aur.